# 韃靼斯坦伊斯蘭教
韃靼斯坦伊斯兰教確立于922年的伏尔加保加利亚，也是俄罗斯境内第一个伊斯兰国家。伊斯兰教一直是俄国宗教一部分，直到征服喀山汗国后仍存在，現在伊斯兰教逊尼派是鞑靼斯坦最普遍宗教。估计380万人是穆斯林。

## 历史
最早的伊斯兰國家是伏尔加保加利亚，他們先是可薩汗國臣民，之后在可薩汗国衰弱后独立。他們因與阿拉伯人的商業關係接觸伊斯蘭教，在922年阿拉伯人伊本·法德兰旅行后引入伊斯兰教。在1430年这里成为喀山汗国，在伊凡四世征服后推行俄化与東正教，直到叶卡捷琳娜二世这里才重建清真寺。1920年后受压抑到90年代復兴。

## 人口
在1990年只有100座清真寺，但2004年达十倍。

## 發展
在2010年9月，伊斯兰历5月21日这天保加尔汗國接受伊斯兰以及開齋節，被定为公众期假。
韃靼斯坦共和國還舉辦國際穆斯林電影節，篩選了來自28個國家的70部電影，其中包括約旦，阿富汗和埃及。第一個清真食品的生產設施在韃靼斯坦共和國。最近開業的工廠生產30個清真產品，員工200餘人。
俄羅斯伊斯蘭大學總部設在喀山。
在2010年和2011年引入伊斯蘭銀行。